# There’s One in Every Family
There’s One in Every Family – drugi studyjny album amerykańskiego rapera Fienda. Został wydany 5 maja, 1998 roku nakładem wytwórni No Limit Records. Album osiągnął sukces plasując 8. miejsce na Billboard 200 i 1. na Top R&B/Hip-Hop Albums. Gościnnie występują tacy raperzy jak Master P, Silkk the Shocker, C-Murder czy Snoop Dogg. Płyta została zatwierdzona jako złoto, 15 czerwca 1998 roku.

## Lista utworów
1. "Take My Pain" - 4:43 (Featuring Master P, Silkk the Shocker & Sons Of Funk)
2. "Going Out with a Blast" - 2:48
3. "Do You Know" - 2:55 (Featuring Mystikal, Master P)
4. "Big Timer" - 3:03 (Featuring Mia X)
5. "Who Got the Fire" - 4:56 (Featuring Snoop Dogg, Master P)
6. "All I Know" - 3:53
7. "I Swore" - 2:14
8. "Only a Few" - 3:56 (Featuring Master P, Big Ed, Silkk the Shocker)
9. "The Baddest" - 3:10
10. "The Streets Ain't Safe" - 5:13
11. "All in a Week" - 3:35 (O’Dell)
12. "I.C.U." - 0:40
13. "On a Mission" - 3:58 (Featuring C-Murder, Steady Mobb'n)
14. "Slangin'" - 4:43 (Featuirng UGK)
15. "At All Times" - 3:50
16. "Walk Like a G" - 3:44 (Featuring Soulja Slim)
17. "We Survivors" - 2:19 (Featuring Full Blooded)
18. "What Cha Mean" - 4:24 (Featuring Soulja Slim, Kane & Abel, Mac)
19. "Do You Wanna Be a Rider"- 4:04 (Featuring Gotti, Magic, Prime Suspects)
20. "For the N.O." - 2:36
21. "Live Me Long" - 4:12